# AMD PowerTune
AMD PowerTune é uma série de tecnologias de dimensionamento dinâmico de frequência incorporadas em algumas GPUs e APUs AMD que permitem que a velocidade do clock do processador seja alterada dinamicamente (para diferentes estados P) pelo software. Isso permite que o processador atenda às necessidades instantâneas de desempenho da operação que está sendo executada, minimizando o consumo de energia, a geração de calor e evitando ruídos. O AMD PowerTune visa solucionar restrições de desempenho e potência de projeto térmico.
Além do consumo reduzido de energia, o AMD PowerTune ajuda a diminuir os níveis de ruído criados pelo resfriamento em computadores de mesa e aumenta a vida útil da bateria em dispositivos móveis. AMD PowerTune é o sucessor do AMD PowerPlay.
O suporte para "PowerPlay" foi adicionado ao driver do kernel Linux "amdgpu" em 11 de novembro de 2015.
Como mostra uma palestra do CCC em 2014, o firmware SMU x86-64 da AMD é executado em alguns LatticeMico32 e o PowerTune foi modelado usando Matlab. Isso é semelhante ao PDAEMON da Nvidia, o RTOS responsável pela energia de suas GPUs.

## Visão geral

Arquitetura da versão PowerTune, que foi introduzida com chips GCN1.1, como o Bonaire

O AMD PowerTune foi introduzido no TeraScale 3 (VLIW4) com Radeon HD 6900 em 15 de dezembro de 2010 e está disponível em diferentes estágios de desenvolvimento em produtos das marcas Radeon e AMD FirePro desde então.
Ao longo dos anos, análises que documentam o desenvolvimento do AMD PowerTune foram publicadas pela AnandTech.
Uma tecnologia adicional chamada AMD ZeroCore Power está disponível desde a série Radeon HD 7000, implementando a microarquitetura Graphics Core Next.
A inutilidade de uma frequência de relógio fixa foi credenciada em janeiro de 2014 pela SemiAccurate.

## Suporte ao sistema operacional

O suporte ao PowerTune está contido no driver de dispositivo do kernel Linux amdgpu.

O AMD Catalyst está disponível para Microsoft Windows e Linux e oferece suporte ao AMD PowerTune.
O driver de dispositivo gráfico "Radeon", gratuito e de código aberto, tem algum suporte para AMD PowerTune, veja "Enduro".

### Visão geral dos recursos para APUs AMD
A tabela a seguir mostra recursos das APUs da AMD
| Plataforma                                                                                          | Plataforma                                                                                          | Plataforma                                                                                          | Alta, padrão e baixa potência    | Alta, padrão e baixa potência    | Alta, padrão e baixa potência    | Alta, padrão e baixa potência | Alta, padrão e baixa potência | Alta, padrão e baixa potência | Alta, padrão e baixa potência | Alta, padrão e baixa potência     | Alta, padrão e baixa potência     | Alta, padrão e baixa potência | Alta, padrão e baixa potência | Alta, padrão e baixa potência | Baixa e ultra baixa potência     | Baixa e ultra baixa potência | Baixa e ultra baixa potência           | Baixa e ultra baixa potência | Baixa e ultra baixa potência | Baixa e ultra baixa potência |
| Nome de código                                                                                      | Servidor                                                                                            | Basic                                                                                               |                                  |                                  |                                  |                               |                               | Toronto                       |                               |                                   |                                   |                               |                               |                               |                                  |                              |                                        |                              |                              |                              |
| Nome de código                                                                                      | Servidor                                                                                            | Micro                                                                                               |                                  |                                  |                                  |                               |                               |                               |                               |                                   |                                   |                               |                               |                               |                                  | Kyoto                        |                                        |                              |                              |                              |
| Nome de código                                                                                      | Desktop                                                                                             | Performance                                                                                         |                                  |                                  |                                  |                               |                               |                               |                               |                                   |                                   | Renoir                        | Cezanne                       |                               |                                  |                              |                                        |                              |                              |                              |
| Nome de código                                                                                      | Desktop                                                                                             | Mainstream                                                                                          | Llano                            | Trinity                          | Richland                         | Kaveri                        | Kaveri Refresh (Godavari)     | Carrizo                       | Bristol Ridge                 | Raven Ridge                       | Picasso                           | Renoir                        | Cezanne                       |                               |                                  |                              |                                        |                              |                              |                              |
| Nome de código                                                                                      | Desktop                                                                                             | Entrada                                                                                             | Llano                            | Trinity                          | Richland                         | Kaveri                        | Kaveri Refresh (Godavari)     | Carrizo                       | Bristol Ridge                 | Raven Ridge                       | Picasso                           |                               |                               |                               |                                  |                              |                                        |                              |                              |                              |
| Nome de código                                                                                      | Desktop                                                                                             | Basic                                                                                               |                                  |                                  |                                  |                               |                               |                               |                               |                                   |                                   |                               |                               |                               |                                  | Kabini                       |                                        |                              |                              |                              |
| Nome de código                                                                                      | Mobile                                                                                              | Performance                                                                                         |                                  |                                  |                                  |                               |                               |                               |                               |                                   |                                   | Renoir                        | Cezanne                       | Rembrandt                     |                                  |                              |                                        |                              |                              |                              |
| Nome de código                                                                                      | Mobile                                                                                              | Mainstream                                                                                          | Llano                            | Trinity                          | Richland                         | Kaveri                        |                               | Carrizo                       | Bristol Ridge                 | Raven Ridge                       | Picasso                           | Renoir                        | Cezanne                       | Rembrandt                     |                                  |                              |                                        |                              |                              |                              |
| Nome de código                                                                                      | Mobile                                                                                              | Entrada                                                                                             | Llano                            | Trinity                          | Richland                         | Kaveri                        |                               |                               |                               |                                   |                                   |                               |                               |                               |                                  | Dalí                         |                                        |                              |                              |                              |
| Nome de código                                                                                      | Mobile                                                                                              | Basic                                                                                               |                                  |                                  |                                  |                               |                               |                               |                               |                                   |                                   |                               |                               |                               | Desna, Ontario, Zacate           | Dalí                         | Kabini, Temash                         | Beema, Mullins               | Carrizo-L                    | Stoney Ridge                 |
| Nome de código                                                                                      | Integrado                                                                                           | Integrado                                                                                           |                                  | Trinity                          |                                  | Bald Eagle                    |                               | Merlin Falcon, Brown Falcon   |                               | Great Horned Owl                  |                                   | Grey Hawk                     |                               |                               | Ontario, Zacate                  | Kabini                       | Steppe Eagle, Crowned Eagle, LX-Family |                              | Prairie Falcon               | Banded Kestrel               |
| --------------------------------------------------------------------------------------------------- | --------------------------------------------------------------------------------------------------- | --------------------------------------------------------------------------------------------------- | -------------------------------- | -------------------------------- | -------------------------------- | ----------------------------- | ----------------------------- | ----------------------------- | ----------------------------- | --------------------------------- | --------------------------------- | ----------------------------- | ----------------------------- | ----------------------------- | -------------------------------- | ---------------------------- | -------------------------------------- | ---------------------------- | ---------------------------- | ---------------------------- |
| Lançado                                                                                             | Lançado                                                                                             | Lançado                                                                                             | Agosto de 2011                   | Outubro de 2012                  | Junho de 2013                    | Janeiro de 2014               | 2015                          | Junho de 2015                 | Junho de 2016                 | Outubro de 2017                   | Janeiro de 2019                   | Março de 2020                 | Janeiro de 2021               | Janeiro de 2022               | Janeiro de 2011                  | Maio 2013                    | Apr 2014                               | Maio de 2015                 | Fevereiro de 2016            | Abril de 2019                |
| Microarquitetura de CPU                                                                             | Microarquitetura de CPU                                                                             | Microarquitetura de CPU                                                                             | K10                              | Piledriver                       | Piledriver                       | Steamroller                   | Steamroller                   | Excavator                     | "Excavator+"                  | Zen                               | Zen+                              | Zen 2                         | Zen 3                         | Zen 3+                        | Bobcat                           | Jaguar                       | Puma                                   | Puma+                        | "Excavator+"                 | Zen                          |
| ISA                                                                                                 | ISA                                                                                                 | ISA                                                                                                 | x86-64                           | x86-64                           | x86-64                           | x86-64                        | x86-64                        | x86-64                        | x86-64                        | x86-64                            | x86-64                            | x86-64                        | x86-64                        | x86-64                        | x86-64                           | x86-64                       | x86-64                                 | x86-64                       | x86-64                       | x86-64                       |
| Socket                                                                                              | Desktop                                                                                             | High-end                                                                                            | —                                | —                                | —                                | —                             | —                             | —                             | —                             | —                                 | —                                 | —                             | —                             | —                             | —                                | —                            | —                                      | —                            | —                            | —                            |
| Socket                                                                                              | Desktop                                                                                             | Mainstream                                                                                          | —                                | —                                | —                                | —                             | —                             | AM4                           | AM4                           | AM4                               | AM4                               | AM4                           | AM4                           | —                             | —                                | —                            | —                                      | —                            | —                            | —                            |
| Socket                                                                                              | Desktop                                                                                             | Entrada                                                                                             | FM1                              | FM2                              | FM2                              | FM2+                          | FM2+                          | FM2+                          | —                             | —                                 | —                                 | —                             | —                             | —                             | —                                | —                            | —                                      | —                            | —                            | —                            |
| Socket                                                                                              | Desktop                                                                                             | Basic                                                                                               | —                                | —                                | —                                | —                             | —                             | —                             | —                             | —                                 | —                                 | —                             | —                             | —                             | —                                | AM1                          | —                                      | —                            | —                            | —                            |
| Socket                                                                                              | Outros                                                                                              | Outros                                                                                              | FS1                              | FS1+, FP2                        | FS1+, FP2                        | FP3                           | FP3                           | FP4                           | FP4                           | FP5                               | FP5                               | FP6                           | FP6                           | FP7                           | FT1                              | FT3                          | FT3b                                   | FT3b                         | FP4                          | FP5                          |
| Versão PCI Express                                                                                  | Versão PCI Express                                                                                  | Versão PCI Express                                                                                  | 2.0                              | 2.0                              | 2.0                              | 3.0                           | 3.0                           | 3.0                           | 3.0                           | 3.0                               | 3.0                               | 3.0                           | 3.0                           | 4.0                           | 2.0                              | 2.0                          | 2.0                                    | 2.0                          | 3.0                          | 3.0                          |
| Fab. (nm)                                                                                           | Fab. (nm)                                                                                           | Fab. (nm)                                                                                           | GF 32SHP (HKMG SOI)              | GF 32SHP (HKMG SOI)              | GF 32SHP (HKMG SOI)              | GF 28SHP (HKMG bulk)          | GF 28SHP (HKMG bulk)          | GF 28SHP (HKMG bulk)          | GF 28SHP (HKMG bulk)          | GF 14LPP (FinFET bulk)            | GF 12LP (FinFET bulk)             | TSMC N7 (FinFET bulk)         | TSMC N7 (FinFET bulk)         | TSMC N6 (FinFET bulk)         | TSMC N40 (bulk)                  | TSMC N28 (HKMG bulk)         | GF 28SHP (HKMG bulk)                   | GF 28SHP (HKMG bulk)         | GF 28SHP (HKMG bulk)         | GF 14LPP (FinFET bulk)       |
| Area do Die (mm2)                                                                                   | Area do Die (mm2)                                                                                   | Area do Die (mm2)                                                                                   | 228                              | 246                              | 246                              | 245                           | 245                           | 245                           | 250                           | 210                               | 210                               | 156                           | 180                           | 210                           | 75 (+ 28 FCH)                    | 107                          | 107                                    | ?                            | 125                          | 149                          |
| TDP min. (W)                                                                                        | TDP min. (W)                                                                                        | TDP min. (W)                                                                                        | 35                               | 17                               | 17                               | 17                            | 17                            | 12                            | 12                            | 12                                | 12                                | 10                            | 10                            | 15                            | 4.5                              | 4                            | 3.95                                   | 10                           | 6                            | 6                            |
| TDP max. de APU (W)                                                                                 | TDP max. de APU (W)                                                                                 | TDP max. de APU (W)                                                                                 | 100                              | 100                              | 100                              | 95                            | 95                            | 65                            | 65                            | 65                                | 65                                | 65                            | 65                            | 45                            | 18                               | 25                           | 25                                     | 25                           | 25                           | 25                           |
| Clock base max. de stock de APU (GHz)                                                               | Clock base max. de stock de APU (GHz)                                                               | Clock base max. de stock de APU (GHz)                                                               | 3                                | 3.8                              | 4.1                              | 4.1                           | 4.1                           | 3.7                           | 3.8                           | 3.6                               | 3.7                               | 3.8                           | 4.0                           | 3.3                           | 1.75                             | 2.2                          | 2                                      | 2.2                          | 3.2                          | 2.6                          |
| Máximo de APUs por nó                                                                               | Máximo de APUs por nó                                                                               | Máximo de APUs por nó                                                                               | 1                                | 1                                | 1                                | 1                             | 1                             | 1                             | 1                             | 1                                 | 1                                 | 1                             | 1                             | 1                             | 1                                | 1                            | 1                                      | 1                            | 1                            | 1                            |
| Max CPU cores por APU                                                                               | Max CPU cores por APU                                                                               | Max CPU cores por APU                                                                               | 4                                | 4                                | 4                                | 4                             | 4                             | 4                             | 4                             | 4                                 | 4                                 | 8                             | 8                             | 8                             | 2                                | 4                            | 4                                      | 4                            | 2                            | 2                            |
| Max threads por core de CPU                                                                         | Max threads por core de CPU                                                                         | Max threads por core de CPU                                                                         | 1                                | 1                                | 1                                | 1                             | 1                             | 1                             | 1                             | 2                                 | 2                                 | 2                             | 2                             | 2                             | 1                                | 1                            | 1                                      | 1                            | 1                            | 2                            |
| i386, i486, i586, CMOV, NOPL, i686, PAE, NX bit, CMPXCHG16B, AMD-V, RVI, ABM, e LAHF/SAHF de 64-bit | i386, i486, i586, CMOV, NOPL, i686, PAE, NX bit, CMPXCHG16B, AMD-V, RVI, ABM, e LAHF/SAHF de 64-bit | i386, i486, i586, CMOV, NOPL, i686, PAE, NX bit, CMPXCHG16B, AMD-V, RVI, ABM, e LAHF/SAHF de 64-bit | Yes                              | Yes                              | Yes                              | Yes                           | Yes                           | Yes                           | Yes                           | Yes                               | Yes                               | Yes                           | Yes                           | Yes                           | Yes                              | Yes                          | Yes                                    | Yes                          | Yes                          | Yes                          |
| IOMMU                                                                                               | IOMMU                                                                                               | IOMMU                                                                                               | —                                | Yes                              | Yes                              | Yes                           | Yes                           | Yes                           | Yes                           | Yes                               | Yes                               | Yes                           | Yes                           | Yes                           | Yes                              | Yes                          | Yes                                    | Yes                          | Yes                          | Yes                          |
| BMI1, AES-NI, CLMUL, e F16C                                                                         | BMI1, AES-NI, CLMUL, e F16C                                                                         | BMI1, AES-NI, CLMUL, e F16C                                                                         | —                                | Yes                              | Yes                              | Yes                           | Yes                           | Yes                           | Yes                           | Yes                               | Yes                               | Yes                           | Yes                           | Yes                           | —                                | Yes                          | Yes                                    | Yes                          | Yes                          | Yes                          |
| MOVBE                                                                                               | MOVBE                                                                                               | MOVBE                                                                                               | —                                | —                                | —                                | —                             | —                             | Yes                           | Yes                           | Yes                               | Yes                               | Yes                           | Yes                           | Yes                           | —                                | Yes                          | Yes                                    | Yes                          | Yes                          | Yes                          |
| AVIC, BMI2 e RDRAND                                                                                 | AVIC, BMI2 e RDRAND                                                                                 | AVIC, BMI2 e RDRAND                                                                                 | —                                | —                                | —                                | —                             | —                             | Yes                           | Yes                           | Yes                               | Yes                               | Yes                           | Yes                           | Yes                           | —                                | —                            | —                                      | —                            | Yes                          | Yes                          |
| ADX, SHA, RDSEED, SMAP, SMEP, XSAVEC, XSAVES, XRSTORS, CLFLUSHOPT, e CLZERO                         | ADX, SHA, RDSEED, SMAP, SMEP, XSAVEC, XSAVES, XRSTORS, CLFLUSHOPT, e CLZERO                         | ADX, SHA, RDSEED, SMAP, SMEP, XSAVEC, XSAVES, XRSTORS, CLFLUSHOPT, e CLZERO                         | —                                | —                                | —                                | —                             | —                             | —                             | —                             | Yes                               | Yes                               | Yes                           | Yes                           | Yes                           | —                                | —                            | —                                      | —                            | —                            | Yes                          |
| WBNOINVD, CLWB, RDPID, RDPRU, e MCOMMIT                                                             | WBNOINVD, CLWB, RDPID, RDPRU, e MCOMMIT                                                             | WBNOINVD, CLWB, RDPID, RDPRU, e MCOMMIT                                                             | —                                | —                                | —                                | —                             | —                             | —                             | —                             | —                                 | —                                 | Yes                           | Yes                           | Yes                           | —                                | —                            | —                                      | —                            | —                            | —                            |
| FPUs por core                                                                                       | FPUs por core                                                                                       | FPUs por core                                                                                       | 1                                | 0.5                              | 0.5                              | 0.5                           | 0.5                           | 0.5                           | 0.5                           | 1                                 | 1                                 | 1                             | 1                             | 1                             | 1                                | 1                            | 1                                      | 1                            | 0.5                          | 1                            |
| Tubos por FPU                                                                                       | Tubos por FPU                                                                                       | Tubos por FPU                                                                                       | 2                                | 2                                | 2                                | 2                             | 2                             | 2                             | 2                             | 2                                 | 2                                 | 2                             | 2                             | 2                             | 2                                | 2                            | 2                                      | 2                            | 2                            | 2                            |
| Largura do tubo FPU                                                                                 | Largura do tubo FPU                                                                                 | Largura do tubo FPU                                                                                 | 128-bit                          | 128-bit                          | 128-bit                          | 128-bit                       | 128-bit                       | 128-bit                       | 128-bit                       | 128-bit                           | 128-bit                           | 256-bit                       | 256-bit                       | 256-bit                       | 80-bit                           | 128-bit                      | 128-bit                                | 128-bit                      | 128-bit                      | 128-bit                      |
| Nível SIMD do conjunto de instruções da CPU                                                         | Nível SIMD do conjunto de instruções da CPU                                                         | Nível SIMD do conjunto de instruções da CPU                                                         | SSE4a                            | AVX                              | AVX                              | AVX                           | AVX                           | AVX2                          | AVX2                          | AVX2                              | AVX2                              | AVX2                          | AVX2                          | AVX2                          | SSSE3                            | AVX                          | AVX                                    | AVX                          | AVX2                         | AVX2                         |
| 3DNow!                                                                                              | 3DNow!                                                                                              | 3DNow!                                                                                              | Yes                              | —                                | —                                | —                             | —                             | —                             | —                             | —                                 | —                                 | —                             | —                             | —                             | —                                | —                            | —                                      | —                            | —                            | —                            |
| FMA4, LWP, TBM, e XOP                                                                               | FMA4, LWP, TBM, e XOP                                                                               | FMA4, LWP, TBM, e XOP                                                                               | —                                | Yes                              | Yes                              | Yes                           | Yes                           | Yes                           | Yes                           | —                                 | —                                 | —                             | —                             | —                             | —                                | —                            | —                                      | —                            | Yes                          | —                            |
| FMA3                                                                                                | FMA3                                                                                                | FMA3                                                                                                | —                                | Yes                              | Yes                              | Yes                           | Yes                           | Yes                           | Yes                           | Yes                               | Yes                               | Yes                           | Yes                           | Yes                           | —                                | —                            | —                                      | —                            | Yes                          | Yes                          |
| Cache L1 de dados por núcleo (KiB)                                                                  | Cache L1 de dados por núcleo (KiB)                                                                  | Cache L1 de dados por núcleo (KiB)                                                                  | 64                               | 16                               | 16                               | 16                            | 16                            | 32                            | 32                            | 32                                | 32                                | 32                            | 32                            | 32                            | 32                               | 32                           | 32                                     | 32                           | 32                           | 32                           |
| Associatividade do cache de dados L1 (maneiras)                                                     | Associatividade do cache de dados L1 (maneiras)                                                     | Associatividade do cache de dados L1 (maneiras)                                                     | 2                                | 4                                | 4                                | 4                             | 4                             | 8                             | 8                             | 8                                 | 8                                 | 8                             | 8                             | 8                             | 8                                | 8                            | 8                                      | 8                            | 8                            | 8                            |
| Caches de instruções L1 por core                                                                    | Caches de instruções L1 por core                                                                    | Caches de instruções L1 por core                                                                    | 1                                | 0.5                              | 0.5                              | 0.5                           | 0.5                           | 0.5                           | 0.5                           | 1                                 | 1                                 | 1                             | 1                             | 1                             | 1                                | 1                            | 1                                      | 1                            | 0.5                          | 1                            |
| Cache máximo de instrução L1 total da APU (KiB)                                                     | Cache máximo de instrução L1 total da APU (KiB)                                                     | Cache máximo de instrução L1 total da APU (KiB)                                                     | 256                              | 128                              | 128                              | 192                           | 192                           | 192                           | 192                           | 256                               | 256                               | 256                           | 256                           | 256                           | 64                               | 64                           | 128                                    | 128                          | 96                           | 128                          |
| Associatividade de cache de instrução L1 (maneiras)                                                 | Associatividade de cache de instrução L1 (maneiras)                                                 | Associatividade de cache de instrução L1 (maneiras)                                                 | 2                                | 2                                | 2                                | 3                             | 3                             | 3                             | 3                             | 4                                 | 4                                 | 8                             | 8                             | 8                             | 2                                | 2                            | 2                                      | 2                            | 3                            | 4                            |
| Caches L2 por core                                                                                  | Caches L2 por core                                                                                  | Caches L2 por core                                                                                  | 1                                | 0.5                              | 0.5                              | 0.5                           | 0.5                           | 0.5                           | 0.5                           | 1                                 | 1                                 | 1                             | 1                             | 1                             | 1                                | 1                            | 1                                      | 1                            | 0.5                          | 1                            |
| Cache L2 total de APU máximo (MiB)                                                                  | Cache L2 total de APU máximo (MiB)                                                                  | Cache L2 total de APU máximo (MiB)                                                                  | 4                                | 4                                | 4                                | 4                             | 4                             | 2                             | 2                             | 2                                 | 2                                 | 4                             | 4                             | 4                             | 1                                | 2                            | 2                                      | 2                            | 1                            | 1                            |
| Associatividade de cache L2 (maneiras)                                                              | Associatividade de cache L2 (maneiras)                                                              | Associatividade de cache L2 (maneiras)                                                              | 16                               | 16                               | 16                               | 16                            | 16                            | 16                            | 16                            | 8                                 | 8                                 | 8                             | 8                             | 8                             | 16                               | 16                           | 16                                     | 16                           | 16                           | 8                            |
| Cache L3 total da APU (MiB)                                                                         | Cache L3 total da APU (MiB)                                                                         | Cache L3 total da APU (MiB)                                                                         | —                                | —                                | —                                | —                             | —                             | —                             | —                             | 4                                 | 4                                 | 8                             | 16                            | 16                            | —                                | —                            | —                                      | —                            | —                            | 4                            |
| Associatividade de cache APU L3 (maneiras)                                                          | Associatividade de cache APU L3 (maneiras)                                                          | Associatividade de cache APU L3 (maneiras)                                                          | —                                | —                                | —                                | —                             | —                             | —                             | —                             | 16                                | 16                                | 16                            | 16                            | 16                            | —                                | —                            | —                                      | —                            | —                            | 16                           |
| Esquema de cache L3                                                                                 | Esquema de cache L3                                                                                 | Esquema de cache L3                                                                                 | —                                | —                                | —                                | —                             | —                             | —                             | —                             | Victim                            | Victim                            | Victim                        | Victim                        | Victim                        | —                                | —                            | —                                      | —                            | —                            | Victim                       |
| Suporte max. de DRAM stock                                                                          | Suporte max. de DRAM stock                                                                          | Suporte max. de DRAM stock                                                                          | DDR3-1866                        | DDR3-1866                        | DDR3-2133                        | DDR3-2133                     | DDR3-2133                     | DDR3-2133, DDR4-2400          | DDR4-2400                     | DDR4-2933                         | DDR4-2933                         | DDR4-3200, LPDDR4-4266        | DDR4-3200, LPDDR4-4266        | DDR5-4800, LPDDR5-6400        | DDR3L-1333                       | DDR3L-1600                   | DDR3L-1866                             | DDR3L-1866                   | DDR3-1866, DDR4-2400         | DDR4-2400                    |
| Max. de canais DRAM por APU                                                                         | Max. de canais DRAM por APU                                                                         | Max. de canais DRAM por APU                                                                         | 2                                | 2                                | 2                                | 2                             | 2                             | 2                             | 2                             | 2                                 | 2                                 | 2                             | 2                             | 2                             | 1                                | 1                            | 1                                      | 1                            | 1                            | 2                            |
| Max. largura de banda DRAM de stock por APU (GB/s)                                                  | Max. largura de banda DRAM de stock por APU (GB/s)                                                  | Max. largura de banda DRAM de stock por APU (GB/s)                                                  | 29.866                           | 29.866                           | 34.132                           | 34.132                        | 34.132                        | 38.400                        | 38.400                        | 46.932                            | 46.932                            | 68.256                        | 68.256                        | 102.400                       | 10.666                           | 12.800                       | 14.933                                 | 14.933                       | 19.200                       | 38.400                       |
| Microarquitetura GPU                                                                                | Microarquitetura GPU                                                                                | Microarquitetura GPU                                                                                | TeraScale 2 (VLIW5)              | TeraScale 3 (VLIW4)              | TeraScale 3 (VLIW4)              | GCN 2nd gen                   | GCN 2nd gen                   | GCN 3rd gen                   | GCN 3rd gen                   | GCN 5th gen                       | GCN 5th gen                       | GCN 5th gen                   | GCN 5th gen                   | RDNA 2nd gen                  | TeraScale 2 (VLIW5)              | GCN 2nd gen                  | GCN 2nd gen                            | GCN 2nd gen                  | GCN 3rd gen                  | GCN 5th gen                  |
| Conjunto de instruções da GPU                                                                       | Conjunto de instruções da GPU                                                                       | Conjunto de instruções da GPU                                                                       | Conjunto de instruções TeraScale | Conjunto de instruções TeraScale | Conjunto de instruções TeraScale | Conjunto de instruções GCN    | Conjunto de instruções GCN    | Conjunto de instruções GCN    | Conjunto de instruções GCN    | Conjunto de instruções GCN        | Conjunto de instruções GCN        | Conjunto de instruções GCN    | Conjunto de instruções GCN    | Conjunto de instruções RDNA   | Conjunto de instruções TeraScale | Conjunto de instruções GCN   | Conjunto de instruções GCN             | Conjunto de instruções GCN   | Conjunto de instruções GCN   | Conjunto de instruções GCN   |
| Clock base da GPU de stock máximo (MHz)                                                             | Clock base da GPU de stock máximo (MHz)                                                             | Clock base da GPU de stock máximo (MHz)                                                             | 600                              | 800                              | 844                              | 866                           | 866                           | 1108                          | 1108                          | 1250                              | 1400                              | 2100                          | 2100                          | 2400                          | 538                              | 600                          | ?                                      | 847                          | 900                          | 1200                         |
| Max stock GPU base GFLOPS                                                                           | Max stock GPU base GFLOPS                                                                           | Max stock GPU base GFLOPS                                                                           | 480                              | 614.4                            | 648.1                            | 886.7                         | 886.7                         | 1134.5                        | 1134.5                        | 1760                              | 1971.2                            | 2150.4                        | 2150.4                        | 3686.4                        | 86                               | ?                            | ?                                      | ?                            | 345.6                        | 460.8                        |
| Motor 3D                                                                                            | Motor 3D                                                                                            | Motor 3D                                                                                            | Até 400:20:8                     | Até 384:24:6                     | Até 384:24:6                     | Até 512:32:8                  | Até 512:32:8                  | Até 512:32:8                  | Até 512:32:8                  | Até 704:44:16                     | Até 704:44:16                     | Até 512:32:8                  | Até 512:32:8                  | 768:48:8                      | 80:8:4                           | 128:8:4                      | 128:8:4                                | 128:8:4                      | Até 192:?:?                  | Até 192:?:?                  |
| Motor 3D                                                                                            | Motor 3D                                                                                            | Motor 3D                                                                                            | IOMMUv1                          | IOMMUv1                          | IOMMUv1                          | IOMMUv2                       | IOMMUv2                       | IOMMUv2                       | IOMMUv2                       | IOMMUv2                           | IOMMUv2                           | IOMMUv2                       | IOMMUv2                       | IOMMUv1                       | IOMMUv1                          | IOMMUv1                      | ?                                      | ?                            | IOMMUv2                      |                              |
| Decodificador de vídeo                                                                              | Decodificador de vídeo                                                                              | Decodificador de vídeo                                                                              | UVD 3.0                          | UVD 3.0                          | UVD 3.0                          | UVD 4.2                       | UVD 4.2                       | UVD 6.0                       | UVD 6.0                       | VCN 1.0                           | VCN 1.0                           | VCN 2.1                       | VCN 2.2                       | VCN 3.1                       | UVD 3.0                          | UVD 4.0                      | UVD 4.2                                | UVD 6.0                      | UVD 6.3]]                    | VCN 1.0                      |
| Codificador de vídeo                                                                                | Codificador de vídeo                                                                                | Codificador de vídeo                                                                                | —                                | VCE 1.0                          | VCE 1.0                          | VCE 2.0                       | VCE 2.0                       | VCE 3.1                       | VCE 3.1                       | VCN 1.0                           | VCN 1.0                           | VCN 2.1                       | VCN 2.2                       | VCN 3.1                       | —                                | VCE 2.0                      | VCE 2.0                                | VCE 3.1                      | VCE 3.1                      | VCN 1.0                      |
| Movimento Fluido AMD                                                                                | Movimento Fluido AMD                                                                                | Movimento Fluido AMD                                                                                | Não                              | Não                              | Não                              | Yes                           | Yes                           | Yes                           | Yes                           | Não                               | Não                               | Não                           | Não                           | Não                           | Não                              | Não                          | Yes                                    | Yes                          | Yes                          | Não                          |
| Economia de energia da GPU                                                                          | Economia de energia da GPU                                                                          | Economia de energia da GPU                                                                          | PowerPlay                        | PowerTune                        | PowerTune                        | PowerTune                     | PowerTune                     | PowerTune                     | PowerTune                     | PowerTune                         | PowerTune                         | PowerTune                     | PowerTune                     | PowerTune                     | PowerPlay                        | PowerTune                    | PowerTune                              | PowerTune                    | PowerTune                    | PowerTune                    |
| TrueAudio                                                                                           | TrueAudio                                                                                           | TrueAudio                                                                                           | —                                | —                                | —                                | [ 20 ]                        | [ 20 ]                        | [ 20 ]                        | [ 20 ]                        | [ 20 ]                            | [ 20 ]                            | [ 20 ]                        | ?                             | ?                             | —                                | Yes                          | Yes                                    | Yes                          | Yes                          | Yes                          |
| FreeSync                                                                                            | FreeSync                                                                                            | FreeSync                                                                                            | —                                | —                                | —                                | 1 2                           | 1 2                           | 1 2                           | 1 2                           | 1 2                               | 1 2                               | 1 2                           | 1 2                           | 1 2                           | —                                | 1 2                          | 1 2                                    | 1 2                          | 1 2                          | 1 2                          |
| HDCP                                                                                                | HDCP                                                                                                | HDCP                                                                                                | ?                                | ?                                | ?                                | 1.4                           | 1.4                           | 1.4                           | 1.4                           | 1.4 2.2                           | 1.4 2.2                           | 1.4 2.2                       | 1.4 2.2                       | 1.4 2.2                       | ?                                | 1.4                          | 1.4                                    | 1.4                          | 1.4                          | 1.4 2.2                      |
| PlayReady                                                                                           | PlayReady                                                                                           | PlayReady                                                                                           | —                                | —                                | —                                | —                             | —                             | —                             | —                             | 3.0 not yet                       | 3.0 not yet                       | 3.0 not yet                   | 3.0 not yet                   | 3.0 not yet                   | —                                | —                            | —                                      | —                            | —                            | 3.0 ainda não                |
| Telas compatíveis                                                                                   | Telas compatíveis                                                                                   | Telas compatíveis                                                                                   | 2–3                              | 2–4                              | 2–4                              | 2–4                           | 2–4                           | 3                             | 3                             | 3 (desktop) 4 (mobile, integrado) | 3 (desktop) 4 (mobile, integrado) | 4                             | 4                             | 4                             | 2                                | 2                            | 2                                      | 2                            | 3                            | 4                            |
| /drm/radeon                                                                                         | /drm/radeon                                                                                         | /drm/radeon                                                                                         | Yes                              | Yes                              | Yes                              | Yes                           | Yes                           | Yes                           | —                             | —                                 | —                                 | —                             | —                             | —                             | Yes                              | Yes                          | Yes                                    | Yes                          | —                            | —                            |
| /drm/amdgpu                                                                                         | /drm/amdgpu                                                                                         | /drm/amdgpu                                                                                         | —                                | —                                | —                                | [ 24 ]                        | [ 24 ]                        | [ 24 ]                        | [ 24 ]                        | [ 24 ]                            | [ 24 ]                            | [ 24 ]                        | [ 24 ]                        | [ 24 ]                        | —                                | [ 24 ]                       | [ 24 ]                                 | [ 24 ]                       | [ 24 ]                       | [ 24 ]                       |

1. ↑  Para modelos Excavator FM2+: A8-7680, A6-7480 e Athlon X4 845.
2. ↑  Um PC seria um nó.
3. ↑  Uma APU combina uma CPU e uma GPU. Ambos têm núcleos.
4. ↑  Requer suporte de firmware
5. ↑  No SSE4. No SSSE3.
6. ↑  O desempenho de precisão simples é calculado a partir da velocidade de clock do núcleo base (ou boost) com base em uma operação FMA.
7. ↑  Shaders unificados : unidades de mapeamento de textura : unidades de saída de renderização
8. ↑  Para reproduzir conteúdo de vídeo protegido, também é necessário suporte a placa, sistema operacional, driver e aplicativo. Um monitor HDCP compatível também é necessário para isso. O HDCP é obrigatório para a saída de certos formatos de áudio, colocando restrições adicionais na configuração multimídia.
9. ↑  Para reproduzir conteúdo de vídeo protegido, também é necessário suporte a placa, sistema operacional, driver e aplicativo. Um monitor HDCP compatível também é necessário para isso. O HDCP é obrigatório para a saída de certos formatos de áudio, colocando restrições adicionais na configuração multimídia.
10. ↑  Para alimentar mais de dois monitores, os painéis adicionais devem ter suporte nativo para DisplayPort.[21] Alternativamente, adaptadores DisplayPort-to-DVI/HDMI/VGA ativos podem ser empregados.
11. ↑  DRM (Direct Rendering Manager) é um componente do kernel Linux. O suporte nesta tabela refere-se à versão mais atual.
12. ↑  DRM (Direct Rendering Manager) é um componente do kernel Linux. O suporte nesta tabela refere-se à versão mais atual.

### Visão geral dos recursos para placas de vídeo AMD
A tabela a seguir mostra os recursos das GPUs da AMD / ATI (consulte também: Lista de unidades de processamento gráfico da AMD).
| Lançamento                   | 1986                        | 1991                       | Abril 1996                 | Março 1997                 | Agosto 1998                | Abril 2000                 | Agosto 2001                              | Setembro 2002                            | Maio 2004                                | Outubro 2005                             | Maio 2007                        | Novembro 2007                    | Junho 2008                       | Setembro 2009                                           | Outubro 2010                                                               | Janeiro 2012                                            | Setembro 2013 | Junho 2015 | Junho 2016, Abril 2017, Agosto 2019                                                                                  | Junho 2017, Fevereiro 2019                                                                                           | Julho 2019                                                                                          | Novembro 2020                                                                                       | Dezembro 2022                      |       |       |       |
| Nome de marketing            | Wonder                      | Mach                       | 3D Rage                    | Rage Pro                   | Rage 128                   | Radeon 7000                | Radeon 8000                              | Radeon 9000                              | Radeon X700/X800                         | Radeon X1000                             | Radeon HD 2000                   | Radeon HD 3000                   | Radeon HD 4000                   | Radeon HD 5000                                          | Radeon HD 6000                                                             | Radeon HD 7000                                          | Radeon 200 | Radeon 300 | Radeon 400/500/600                                                                                                   | Radeon RX Vega, Radeon VII                                                                                           | Radeon RX 5000                                                                                      | Radeon RX 6000                                                                                      | Radeon RX 7000                     |       |       |       |
| Suporte AMD                  | Terminou                    | Terminou                   | Terminou                   | Terminou                   | Terminou                   | Terminou                   | Terminou                                 | Terminou                                 | Terminou                                 | Terminou                                 | Terminou                         | Terminou                         | Terminou                         | Terminou                                                | Terminou                                                                   | Terminou                                                | Terminou | Terminou | Atual | Atual | Atual                                                                                               | Atual                                                                                               | Atual                              | Atual | Atual | Atual |
| Tipo                         | 2D                          | 2D                         | 3D                         | 3D                         | 3D                         | 3D                         | 3D                                       | 3D                                       | 3D                                       | 3D                                       | 3D                               | 3D                               | 3D                               | 3D                                                      | 3D                                                                         | 3D                                                      | 3D | 3D | 3D | 3D | 3D                                                                                                  | 3D                                                                                                  | 3D                                 |       |       |       |
| Conjunto de instruções       | Não conhecido publicamente  | Não conhecido publicamente | Não conhecido publicamente | Não conhecido publicamente | Não conhecido publicamente | Não conhecido publicamente | Não conhecido publicamente               | Não conhecido publicamente               | Não conhecido publicamente               | Não conhecido publicamente               | Conjunto de instruções TeraScale | Conjunto de instruções TeraScale | Conjunto de instruções TeraScale | Conjunto de instruções TeraScale                        | Conjunto de instruções TeraScale                                           | Conjunto de instruções GCN                              | Conjunto de instruções GCN                                                                                           | Conjunto de instruções GCN                                                                                           | Conjunto de instruções GCN                                                                                           | Conjunto de instruções GCN                                                                                           | Conjunto de instruções RDNA                                                                         | Conjunto de instruções RDNA                                                                         | Conjunto de instruções RDNA        |       |       |       |
| Microarquitetura             | Não conhecido publicamente  | Não conhecido publicamente | Não conhecido publicamente | Não conhecido publicamente | Não conhecido publicamente | Não conhecido publicamente | Não conhecido publicamente               | Não conhecido publicamente               | Não conhecido publicamente               | Não conhecido publicamente               | TeraScale 1 (VLIW)               | TeraScale 1 (VLIW)               | TeraScale 1 (VLIW)               | TeraScale 2 (VLIW5)                                     | \| TeraScale 2 (VLIW5) até 68xx \| TeraScale 3 (VLIW4) em 69xx [25][26] \| | GCN 1st gen                                             | GCN 2nd gen | GCN 3rd gen | GCN 4th gen | GCN 5th gen | RDNA                                                                                                | RDNA 2                                                                                              | RDNA 3                             |       |       |       |
| Tipo                         | Pipieline fixo              | Pipieline fixo             | Pipieline fixo             | Pipieline fixo             | Pipieline fixo             | Pipieline fixo             | Pipelies de pixel e vértice programáveis | Pipelies de pixel e vértice programáveis | Pipelies de pixel e vértice programáveis | Pipelies de pixel e vértice programáveis | Modelo de shader unificado       | Modelo de shader unificado       | Modelo de shader unificado       | Modelo de shader unificado                              | Modelo de shader unificado                                                 | Modelo de shader unificado                              | Modelo de shader unificado                                                                                           | Modelo de shader unificado                                                                                           | Modelo de shader unificado                                                                                           | Modelo de shader unificado                                                                                           | Modelo de shader unificado                                                                          | Modelo de shader unificado                                                                          | Modelo de shader unificado         |       |       |       |
| Direct3D                     | —                           | —                          | 5.0                        | 6.0                        | 6.0                        | 7.0                        | 8.1                                      | 9.0 11 (9_2)                             | 9.0b 11 (9_2)                            | 9.0c 11 (9_3)                            | 10.0 11 (10_0)                   | 10.1 11 (10_1)                   | 10.1 11 (10_1)                   | 11 (11_0)                                               | 11 (11_0)                                                                  | 11 (11_1) 12 (11_1)                                     | 11 (12_0) 12 (12_0)                                                                                                  | 11 (12_0) 12 (12_0)                                                                                                  | 11 (12_0) 12 (12_0)                                                                                                  | 11 (12_1) 12 (12_1)                                                                                                  | 11 (12_1) 12 (12_1)                                                                                 | 11 (12_1) 12 (12_2)                                                                                 | 11 (12_1) 12 (12_2)                |       |       |       |
| Modelo de shader             | —                           | —                          | —                          | —                          | —                          | —                          | 1.4                                      | 2.0+                                     | 2.0b                                     | 3.0                                      | 4.0                              | 4.1                              | 4.1                              | 5.0                                                     | 5.0                                                                        | 5.1                                                     | 5.1 6.5 | 5.1 6.5 | 5.1 6.5 | 6.7 | 6.7                                                                                                 | 6.7                                                                                                 | 6.7                                |       |       |       |
| OpenGL                       | —                           | —                          | —                          | 1.1                        | 1.2                        | 1.3                        | 1.3                                      | 2.1                                      | 2.1                                      | 2.1                                      | 3.3                              | 3.3                              | 3.3                              | 4.5 (no Linux: 4.5 (Mesa 3D 21.0))                      | 4.5 (no Linux: 4.5 (Mesa 3D 21.0))                                         | 4.6 (no Linux: 4.6 (Mesa 3D 20.0))                      | 4.6 (no Linux: 4.6 (Mesa 3D 20.0))                                                                                   | 4.6 (no Linux: 4.6 (Mesa 3D 20.0))                                                                                   | 4.6 (no Linux: 4.6 (Mesa 3D 20.0))                                                                                   | 4.6 (no Linux: 4.6 (Mesa 3D 20.0))                                                                                   | 4.6 (no Linux: 4.6 (Mesa 3D 20.0))                                                                  | 4.6 (no Linux: 4.6 (Mesa 3D 20.0))                                                                  | 4.6 (no Linux: 4.6 (Mesa 3D 20.0)) |       |       |       |
| Vulkan                       | —                           | —                          | —                          | —                          | —                          | —                          | —                                        | —                                        | —                                        | —                                        | —                                | —                                | —                                | —                                                       | —                                                                          | 1.0 (Win 7+ ou Mesa 17+)                                | 1.2 (Adrenalin 20.1.2, Linux Mesa 3D 20.0) 1.3 (GCN 4 e superior (com Adrenalin 22.1.2, Mesa 22.0))                  | 1.2 (Adrenalin 20.1.2, Linux Mesa 3D 20.0) 1.3 (GCN 4 e superior (com Adrenalin 22.1.2, Mesa 22.0))                  | 1.2 (Adrenalin 20.1.2, Linux Mesa 3D 20.0) 1.3 (GCN 4 e superior (com Adrenalin 22.1.2, Mesa 22.0))                  | 1.2 (Adrenalin 20.1.2, Linux Mesa 3D 20.0) 1.3 (GCN 4 e superior (com Adrenalin 22.1.2, Mesa 22.0))                  | 1.2 (Adrenalin 20.1.2, Linux Mesa 3D 20.0) 1.3 (GCN 4 e superior (com Adrenalin 22.1.2, Mesa 22.0)) | 1.2 (Adrenalin 20.1.2, Linux Mesa 3D 20.0) 1.3 (GCN 4 e superior (com Adrenalin 22.1.2, Mesa 22.0)) | 1.3                                |       |       |       |
| OpenCL                       | —                           | —                          | —                          | —                          | —                          | —                          | —                                        | —                                        | —                                        | —                                        | Close to Metal                   | Close to Metal                   | 1.1 (sem suporte Mesa 3D)        | 1.2 (no Linux: 1.1 (sem suporte de imagem) com Mesa 3D) | 1.2 (no Linux: 1.1 (sem suporte de imagem) com Mesa 3D)                    | 1.2 (no Linux: 1.1 (sem suporte de imagem) com Mesa 3D) | 2.0 (Adrenalin driver no Win7+) (no Linux: 1.1 (sem suporte de imagem) com Mesa 3D, 2.0 com drivers AMD ou AMD ROCm) | 2.0 (Adrenalin driver no Win7+) (no Linux: 1.1 (sem suporte de imagem) com Mesa 3D, 2.0 com drivers AMD ou AMD ROCm) | 2.0 (Adrenalin driver no Win7+) (no Linux: 1.1 (sem suporte de imagem) com Mesa 3D, 2.0 com drivers AMD ou AMD ROCm) | 2.0 (Adrenalin driver no Win7+) (no Linux: 1.1 (sem suporte de imagem) com Mesa 3D, 2.0 com drivers AMD ou AMD ROCm) | 2.0                                                                                                 | 2.1                                                                                                 | ?                                  |       |       |       |
| HSA / ROCm                   | —                           | —                          | —                          | —                          | —                          | —                          | —                                        | —                                        | —                                        | —                                        | —                                | —                                | —                                | —                                                       | —                                                                          | Yes                                                     | Yes | Yes | Yes | Yes | ?                                                                                                   | ?                                                                                                   | ?                                  |       |       |       |
| Decodificação de vídeo ASIC  | —                           | —                          | —                          | —                          | —                          | —                          | —                                        | —                                        | —                                        | —                                        | Avivo/UVD                        | UVD+                             | UVD 2                            | UVD 2.2                                                 | UVD 3                                                                      | UVD 4                                                   | UVD 4.2 | UVD 5.0 ou 6.0 | UVD 6.3 | UVD 7 | VCN 2.0                                                                                             | VCN 3.0                                                                                             | ?                                  |       |       |       |
| Codificação de vídeo ASIC    | —                           | —                          | —                          | —                          | —                          | —                          | —                                        | —                                        | —                                        | —                                        | —                                | —                                | —                                | —                                                       | —                                                                          | VCE 1.0                                                 | VCE 2.0 | VCE 3.0 or 3.1 | VCE 3.4 | VCE 4.0 | VCN 2.0                                                                                             | VCN 3.0                                                                                             | ?                                  |       |       |       |
| Fluid Motion ASIC            | Não                         | Não                        | Não                        | Não                        | Não                        | Não                        | Não                                      | Não                                      | Não                                      | Não                                      | Não                              | Não                              | Não                              | Não                                                     | Não                                                                        | Não                                                     | Yes | Yes | Yes | Yes | Não                                                                                                 | Não                                                                                                 | ?                                  |       |       |       |
| Economia de energia          | ?                           | ?                          | ?                          | ?                          | ?                          | ?                          | ?                                        | ?                                        | ?                                        | ?                                        | PowerPlay                        | PowerPlay                        | PowerPlay                        | PowerPlay                                               | PowerTune                                                                  | PowerTune & ZeroCore Power                              | PowerTune & ZeroCore Power                                                                                           | PowerTune & ZeroCore Power                                                                                           | PowerTune & ZeroCore Power                                                                                           | PowerTune & ZeroCore Power                                                                                           | ?                                                                                                   | ?                                                                                                   | ?                                  |       |       |       |
| TrueAudio                    | —                           | —                          | —                          | —                          | —                          | —                          | —                                        | —                                        | —                                        | —                                        | —                                | —                                | —                                | —                                                       | —                                                                          | —                                                       | Através de DSP dedicado                                                                                              | Através de DSP dedicado                                                                                              | Através de shaders                                                                                                   | Através de shaders                                                                                                   | Através de shaders                                                                                  | ?                                                                                                   | ?                                  |       |       |       |
| FreeSync                     | —                           | —                          | —                          | —                          | —                          | —                          | —                                        | —                                        | —                                        | —                                        | —                                | —                                | —                                | —                                                       | —                                                                          | —                                                       | 1 2 | 1 2 | 1 2 | 1 2 | 1 2                                                                                                 | 1 2                                                                                                 | ?                                  |       |       |       |
| HDCP                         | ?                           | ?                          | ?                          | ?                          | ?                          | ?                          | ?                                        | ?                                        | ?                                        | ?                                        | ?                                | ?                                | ?                                | ?                                                       | ?                                                                          | ?                                                       | 1.4 | 1.4 | 2.2 | 2.2 | 2.3                                                                                                 | 2.3                                                                                                 | 2.3                                |       |       |       |
| PlayReady                    | —                           | —                          | —                          | —                          | —                          | —                          | —                                        | —                                        | —                                        | —                                        | —                                | —                                | —                                | —                                                       | —                                                                          | —                                                       | — | — | 3.0 | Não | 3.0                                                                                                 | ?                                                                                                   | ?                                  |       |       |       |
| Exibições suportadas         |                             |                            |                            |                            |                            | 1–2                        | 2                                        | 2                                        | 2                                        | 2                                        | 2                                | 2                                | 2                                | 2–6                                                     | 2–6                                                                        | 2–6                                                     | 2–6 | 2–6 | 2–6 | 2–6 | ?                                                                                                   | ?                                                                                                   | ?                                  |       |       |       |
| Máx. resolução               | ?                           | ?                          | ?                          | ?                          | ?                          | ?                          | ?                                        | ?                                        | ?                                        | ?                                        | ?                                | ?                                | ?                                | 2–6 × 2560×1600                                         | 2–6 × 2560×1600                                                            | 2–6 × 4096×2160 @ 30 Hz                                 | 2–6 × 4096×2160 @ 30 Hz                                                                                              | 2–6 × 4096×2160 @ 30 Hz                                                                                              | 2–6 × 5120×2880 @ 60 Hz                                                                                              | 3 × 7680×4320 @ 60 Hz                                                                                                | 7680×4320 @ 60 Hz PowerColor                                                                        | 7680×4320 @ 60 Hz PowerColor                                                                        | ?                                  |       |       |       |
| /drm/radeon                  |                             |                            |                            |                            |                            | Yes                        | Yes                                      | Yes                                      | Yes                                      | Yes                                      | Yes                              | Yes                              | Yes                              | Yes                                                     | Yes                                                                        | Yes                                                     | Yes | — | — | — | —                                                                                                   | —                                                                                                   | ?                                  |       |       |       |
| /drm/amdgpu                  | —                           | —                          | —                          | —                          | —                          | —                          | —                                        | —                                        | —                                        | —                                        | —                                | —                                | —                                | —                                                       | —                                                                          | Experimental                                            | Experimental | Yes | Yes | Yes | Yes                                                                                                 | Yes                                                                                                 | ?                                  |       |       |       |
| TeraScale 2 (VLIW5) até 68xx | TeraScale 3 (VLIW4) em 69xx |                            |                            |                            |                            |                            |                                          |                                          |                                          |                                          |                                  |                                  |                                  |                                                         |                                                                            |                                                         | | | | | | |                                    |       |       |       |

1. ↑   A série Radeon 100 possui sombreadores de pixel programáveis, mas não é totalmente compatível com DirectX 8 ou Pixel Shader 1.0. Veja o artigo sobre Pixel shaders do R100.
2. ↑  Os cartões baseados em R300, R400 e R500 não são totalmente compatíveis com OpenGL 2+, pois o hardware não oferece suporte a todos os tipos de texturas não-potência de dois (NPOT).
3. ↑  A conformidade com OpenGL 4+ requer suporte a shaders FP64 e estes são emulados em alguns chips TeraScale usando hardware de 32 bits.
4. 1 2 3  O UVD e o VCE foram substituídos pelo Video Core Next (VCN) ASIC na APU Raven Ridge do Vega.
5. ↑  Processamento de vídeo ASIC para técnica de interpolação de taxa de quadros de vídeo. No Windows funciona como um filtro DirectShow no seu player. No Linux, não há suporte por parte dos drivers e/ou da comunidade.
6. 1 2  Para reproduzir conteúdo de vídeo protegido, também é necessário suporte a cartão, sistema operacional, driver e aplicativo. Um monitor HDCP compatível também é necessário para isso. O HDCP é obrigatório para a saída de certos formatos de áudio, colocando restrições adicionais na configuração de multimídia.
7. ↑  Mais monitores podem ser suportados com conexões DisplayPort nativas ou dividindo a resolução máxima entre vários monitores com conversores ativos.
8. 1 2  DRM (Direct Rendering Manager) é um componente do kernel do Linux. AMDgpu é o módulo do kernel do Linux. O suporte nesta tabela refere-se à versão mais atual.